# Ялпаево
Ялпаево (мар. Ялпай почиҥга) — деревня в Новоторъяльском районе Республики Марий Эл. Входит в состав Чуксолинского сельского поселения.

## География
Находится в северо-восточной части республики Марий Эл на расстоянии приблизительно 12 км по прямой на юго-восток от районного центра посёлка Новый Торъял.

## История
Известна с 1925 года, когда в селении проживали 38 человек, все мари. В 1930 числилось 11 дворов. На 1939 год в деревне проживали 44 жителя. На 1981 год насчитывалось 9 хозяйств, 35 человек. В 2002 году в деревне числилось 7 дворов. В советское время работали колхозы «Красный Восток» и имени Сталина.

## Население
Население составляло 14 человек (мари 93 %) в 2002 году, 5 в 2010.